# SAKISIRU
SAKISIRU（サキシル）は日本のニュースサイト。編集部で取材・制作・企画したニュース記事のほか、各界の有識者、論客が時事の問題を考察したコラムを掲載している。編集長は新田哲史。運営は株式会社ソーシャルラボ (代表取締役　新田哲史)。

## 概要
ビジネスパーソン向けとされる。
経営資金の悪化により2024年4月末をもってウェブサイトを閉鎖し、noteでの記事の公開を行っている。